# Eugenia buchholzii
Eugenia buchholzii är en myrtenväxtart som beskrevs av Adolf Engler. Eugenia buchholzii ingår i släktet Eugenia och familjen myrtenväxter.
Artens utbredningsområde är Kamerun. Inga underarter finns listade i Catalogue of Life.